# Zcizení
Zcizení (latinsky alienatio) je původně římskoprávní termín, kterým je souhrnně označován zánik subjektivního práva. Opakem zcizení je nabytí. Právo tedy přechází ze zcizitele na nabyvatele. Příkladem je zcizení věci jako zánik vlastnického práva.